# داريل كافاناغ
داريل كافاناغ (بالإنجليزية: Daryl Kavanagh) (11 أغسطس 1986 في جمهورية أيرلندا - ) هو لاعب كرة قدم أيرلندي في مركز الهجوم. لعب مع باتريك أتلتيك ودرودا يونايتد ونادي سليغو روفرز ونادي شامروك روفرز ونادي كورك سيتي ونادي يميريك وووترفورد يونايتد وكوبه رامبلرز ‏.